# Pseudopanurgus readioi
Pseudopanurgus readioi is een vliesvleugelig insect uit de familie Andrenidae. De wetenschappelijke naam van de soort is voor het eerst geldig gepubliceerd in 1952 door Michener.